# 眼影 (中東)

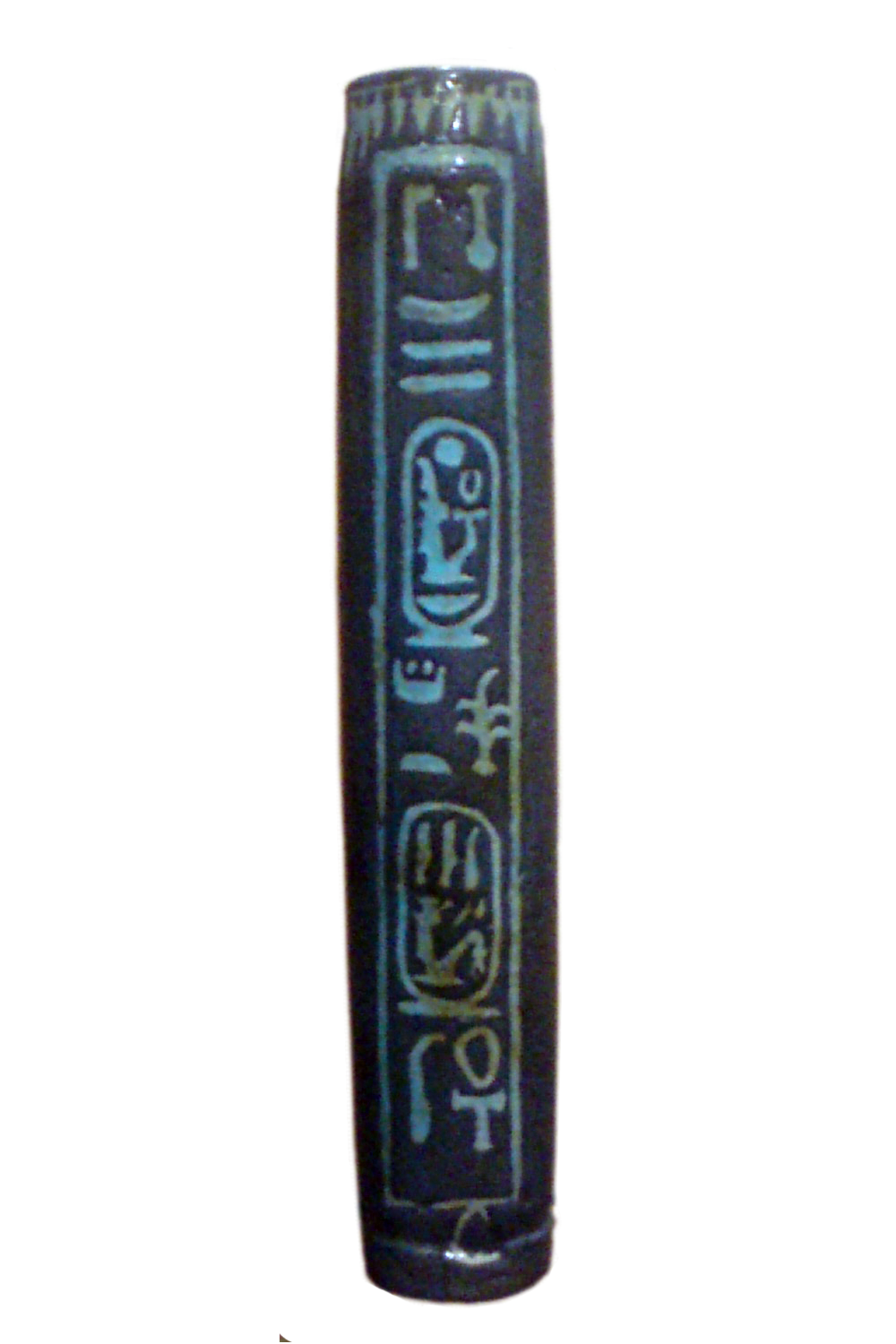
埃及国王阿蒙霍特普三世和王后泰的椭圆形眼影粉管

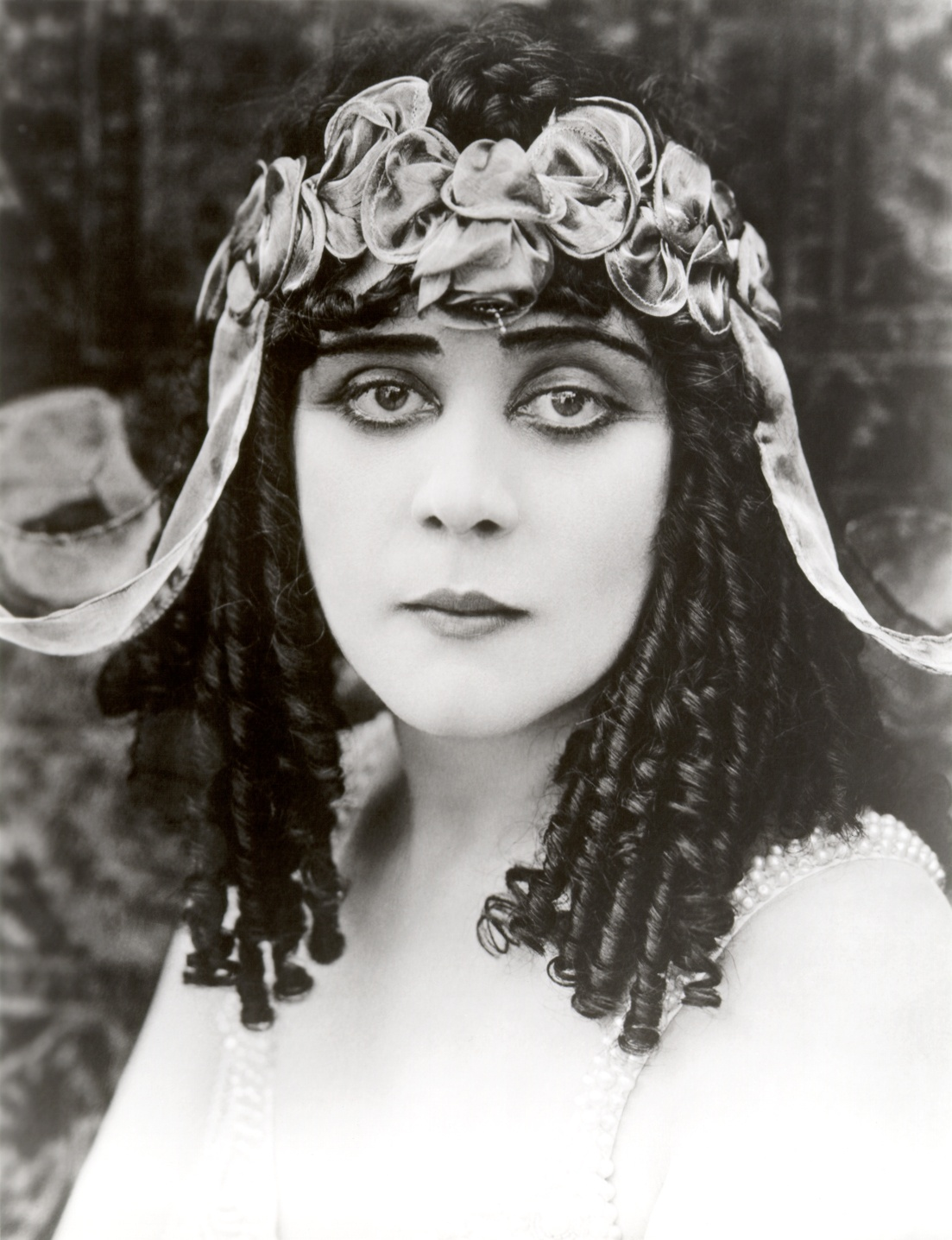
电影演员蒂达·巴拉

眼影是一种塗在眼瞼上的化妝品，在不同地區、不同時代有不同材料製造的眼影。

## 歷史
古代的眼影是以烟灰和其他成分所组成的混合物。主要見于中东、撒哈拉沙漠以及南非洲地区和西亚的女性化妝，有小部份是男性使用，多用作涂黑眼睑或做睫毛膏。眼影（来自阿拉伯语كحل）它也经常被拼为kol, kehal（在阿拉伯社会），或者kohal, 然而在西亚被认为是surma 或者 kajal. 它是“酒精”的词根。
眼影的传统画法最早可以追溯到青铜时期（公元前3500以前）。它最早应用于保护眼睛不得眼类疾病。涂黑眼睑的周围也是预防免除来自太阳的强光。母亲们也会给他们刚出生不久的婴儿的眼睛画上眼影粉。一些人这么做是为了“增强孩子的视力，”，而另一些人认为它会避免孩子遭受来自“凶眼”的诅咒。

## 不同的文化
眼影在埃及连同孔雀石和赭色油制造的唇膏一起使用。

### 印度文化
眼影在不同地区印度语中有不同的名字，像在旁遮普语中用sirma或者surma，在乌尔都语中用kajal（梵文：काजल, kājal），在泰卢固语中用“Katuka”，在泰米尔语中用“Kan Mai”，并且在埃纳达语中用“Kaadige”。在印度，它被女性用作眼线膏。即使现在在印度南部的乡下，尤其是喀拉拉，家庭主妇们会制作眼影，这种家庭生产的眼影是给婴儿使用的。地方上的传统认为它是对眼睛非常好的一种散热剂，并且相信它能“保护视力和视觉”。

### 旁遮普文化
在旁遮普，这是一个传统正式的染料，在旁遮普有统治地位的男性在特殊的社交或者宗教场合才会用在他们的眼睛上。通常妻子或者母亲给男性的眼睛涂这种染料。在西方文化中这种染料的同等物就是睫毛膏。在印度，它被女性应用为一种涂在眼睛边缘的眼线膏。

## 制作过程
制作眼影首先要浸湿一块干净，白色，薄的穆斯林布，大约4×4英寸见方，放上糖胶树 (Manjal karisilanganni——一种印度香料)的檀香膏或者檀香汁，然后放在阴凉处风干。这个浸湿风干的过程要持续一天的时间。太阳落山以后，他们用这块布制成灯芯，然后用它点亮装满蓖麻油的泥灯。并且用一个黄铜容器笼住这盏灯，留一个小口让氧气进去帮助它燃烧。然后整夜点亮这盏灯。第二天上午，在这个黄铜器皿上的烟灰中加入一两滴酥油（由融化了的牛的黄油制成）或者蓖麻油，然后保存在一个干净并且干燥的盒子里。
所有用在这个在制作过程中的成分（檀香或Manjal karsilanganni，蓖麻油，酥油）都被认为具有药物性质，他们也一直被应用于印度医学中，像印度草药学和悉达医学。
一些妇女也会在婴儿或者孩子前额的左边点一个眼影的圆点，以此保护他们不受 到“buri nazar”的袭击。照字面意思 “Buri nazar” 是“不好的一瞥”， 和“凶眼”的意思差不多，也可以解释为让人容易得病或者理解为男人向女人抛媚眼的那种色欲的眼睛，这种用法在沙鲁克罕、艾许维亚·瑞伊、玛杜日-迪西提主演的电影《宝莱坞生死恋》中用到过。这也同样用于婴儿的背部或者孩子的脖子上，因此看不见；与此同时它也保护这个孩子不会遭受凶眼的袭击。 

## 健康隐忧
眼影的成分和这些个处方通常会对健康产生很大的威胁。尽管一些眼影是无害的、“自然的”化妆品，但某些个成分会引起一种严重的大众健康问题。在知道铅有毒之前，方铅（导致硫化物）常常被应用到眼影的制作过程中，但现在知名的制造厂商用无定型碳或者有机木炭来代替铅。在这种碳粉中经常添加植物油和来自不同种类的坚果、种子和橡胶树脂所组成的烟灰。
驱使从眼影粉中排铅是由在1990年代研究眼影粉的制作过程中开始的。从研究中发现，大量的污染物中都含有铅。在市场上，眼影粉的制作中铅的含量高达百分之八十四。来自阿曼的眼影粉样品中，在X射线衍射和电子显微镜扫描中都发现了方铅。十年过去了，在埃及和印度的眼影粉制作研究中发现，三分之一的研究样品中含有铅，然而剩下的三分之二含有无定型碳、红锌、赤铜、针铁，工业硅或者滑石、赤铁、硃砂和有机化合物。
使用含铅的眼影会导致增加血液中的含铅量，会将使用者置于铅中毒和谵妄（一种暂时精神混乱和神志不清的状态，由高烧、酒醉、休克、震惊或其它原因导致。其症状是：焦虑、迷失方向、发生幻觉、妄想、颤抖和说胡话）的危险中。铅中毒的并发症包括贫血症、生长延迟、低智商、痉挛，和一些更严重的疾病，最严重的会导致死亡。铅中毒导致的贫血症已经成为中东和西亚国家的特殊问题。这些国家正在流行不同种类的贫血症——包括缺铁性贫血（由于营养不良）和血红蛋白病（镰状细胞血症，重型地中海贫血）。美国食品及药物管理局发布了一个警告，抵制含铅眼影粉产品，并且表示销售和使用含铅色素就会触犯美国法律。
为了区分这些取缔的产品和不含铅的化妆品，只用术语“kohl”来表示眼影，使其更正确地表示它的实际成分。消费者应改检查这个产品是否含铅。

## 流行文化
电影演员蒂达·巴拉在她的演艺生涯中一直使用眼影粉画她的眼睛轮廓。
杰克·斯巴洛，在电影加勒比海盗三部曲中的一个角色，在他的眼睛周围画了眼影粉。
煙燻妝需要在眼部周圍塗上深色眼影。